# Центральноамериканский пастушок
Центральноамерика́нский пастушо́к (лат. Rallus limicola) — небольшая водная птица семейства пастушковых, обитающая в Северной Америке. Как и большинство других птиц в семействе, ведёт скрытный образ жизни, скрываясь на болотах посреди густой растительности.
Небольшая птица длиной около 19 см и размахом крыльев 35 см, плотного телосложения, с закруглёнными крыльями и коротким, часто вздёрнутым вверх хвостом. У взрослых птиц боковые перья головы голубовато-серые. Клюв очень длинный (длиннее головы), слегка загнут вниз. Оперение верхней части тела красновато-бурое, нижней немного более светлое, рыжевато-бурое; кроющие крыльев каштанового цвета.
Ареал мозаичен — гнездится местами в Северной Америке к югу от канадских провинций Квебек, Британская Колумбия и Онтарио. В США встречается на севере и западе страны. Также обитает на юге Мексики, в странах Центральной Америки и в западной части Южной Америки. Северные популяции перелётные.
Местообитания — пресноводные либо реже солоноватые болота, поросшие тростником, камышом, рогозом либо другой околоводной растительностью. Гнездо чашевидное, устраивается в сухом месте на болоте; в качестве материала используются стебли и листья травы. Кладка состоит из 7-12 (обычно 5-13) яиц. Инкубационный период 18-20 дней, насиживают самец и самка. Птенцы выводкого типа, при вылуплении покрыты пухом, приобретают способность к полёту через примерно 25 дней.
Питаются преимущественно насекомыми, реже водными беспозвоночными и семенами растений.